# 决斗老虎庄
《决斗老虎庄》（又名《金刀银剑古铜箫》）（英語：Tough Guy）是1978年上映的一部电影，由鲍学礼执导，靳蜀美、嚴仲華编剧，陈观泰出演。该电影主要讲述的是一个人调查皇帝的妻子的事情的时候意外的遇到了一个更加可怕的阴谋。

## 劇情簡介
清朝年间，皇帝的妻子因为出轨而被杀，可是后经过一个人的调查，他却意外的发现了一个更加可怕的阴谋，但是最后，他还是将阴谋解决……

## 演员
- 陈观泰
- 陈星
- 嘉凌
- 田野
- 李敏郎
- 欧阳莎菲
- 陈松勇
- 王太郎

## 備註
1. ↑  . 1997年.
2. ↑  . 1999年.
3. ↑  该电影还有Duel of Master、Iron Monkey Strikes Back、Cold-Blood、Duel at Tiger Village、Iron Monkey 2等英文名字,并且该作也被曾被命名为铁马骝2（摘自香港影库）

## 相關連結
- 互联网电影数据库（IMDb）上《决斗老虎庄》的资料（英文）
- 豆瓣电影上《决斗老虎庄》的資料 （简体中文）
- 香港影庫上《决斗老虎庄》的資料（繁體中文）